# 維龍加國家公園
維龍加國家公園（英語：Virunga National Park）又譯為：維拉岡國家公園或維倫加國家公園，前身為艾伯特國家公園（Albert national park）。是一個佔地7,800-平方（3,000-平方英里），從南部的維龍加山脈延伸到北部的鲁文佐里山脉，在剛果民主共和國東部的國家公園，毗鄰盧旺達的盧旺達火山國家公園和鲁文佐里山国家公园和烏干達的伊麗莎白女王國家公園。
維龍加國家公園於1925年成立，是非洲第一個國家公園，在1979年被列為世界遺產。維龍加國家公園有山地大猩猩居住，但數量因偷獵和剛果內戰而大幅減少。
SOCO International 是一家总部位于伦敦的石油和天然气勘探和生产公司，该公司因在维龙加从事非法活动而受到批评，并于 2019 年 10 月更名为 Pharos Energy Plc 。该公司使用大量金钱收买政府官员，得以获得在维龙加国家公园合法开采石油的许可。

## 地理
維龍加國家公園位於剛果-尼羅河流域地區，景觀和生態系統的多樣性方面是無與倫比的。其中北部地區包括塞姆利基河流域的一部分，以及艾伯丁裂谷的熱帶稀樹草原和山地森林，最高峰斯坦利山則是達到5,109公尺。南部地區則一直延伸到基伍湖岸邊，在此處最為著名，地殼活動較旺盛的火山包括尼亞穆拉吉拉火山、尼拉貢戈火山和米凱諾火山。
維龍加國家公園的北部與烏干達的魯文佐里山國家公園相連，中部與伊麗莎白女王國家公園相連。南部與盧旺達火山國家公園接壤。
| - 南部地區: - 蒙山熱帶森林（山地大猩猩的家園） - 高山森林（在Virunga Massive的較高斜坡上） - 舊（和新）熔岩流 | - 中部地區 - 非洲大草原 - 沼澤地 - 河流森林 - 湖岸 | - 北部地區 - 湖岸 - 非洲大草原 - 河流（低地）森林 - 高山森林（鲁文佐里山脉） - 永恆的雪（冰川） |

## 生物多樣性
該公園因其特殊（生物）多樣性而聞名，其中包含比非洲大陸上任何保護區域更多的鳥類，哺乳動物和爬行動物。 雖然大猩猩現在非常罕見，被列為最濒危的物種之一，但成功的保護工作有助於確保剩餘的大猩猩。在這個地區的政治動盪年份（1994 - 2004年），它們的群體實際上有所增加，甚至在2007-2008年的困難期間仍然繼續這樣增加。 2010年山地大猩猩普查表明，維龍加的保護工作對大猩猩的群體非常成功。 非洲大草原和森林大象以及黑猩猩和低地大猩猩仍然可以在維龍加中被找到，以及㺢㹢狓，長頸鹿，水牛和許多地方性鳥類。 鄰近的霍奧山（Mount Hoyo）區是由公園管理的，還有一些班布蒂的俾格米人，洞穴和瀑布。
截至 2012 年，維龍加國家公園的動物群包括 196 種哺乳動物、706種鳥類、109 種爬行動物和 65種兩棲動物。

## 登录基准
该世界遗产被认为满足世界遺產登錄基準中的以下基準而予以登錄：
- （vii）包含出色的自然美景与美学重要性的自然现象或地区。
- （viii）代表生命进化的纪录、重要且持续的地质发展过程、具有意义的地形学或地文学特色等的地球历史主要发展阶段的显著例子。
- （x）拥有最重要及显著的多元性生物自然生态栖息地，包含从保育或科学的角度来看，符合普世价值的濒临绝种动物种。

## 圖片

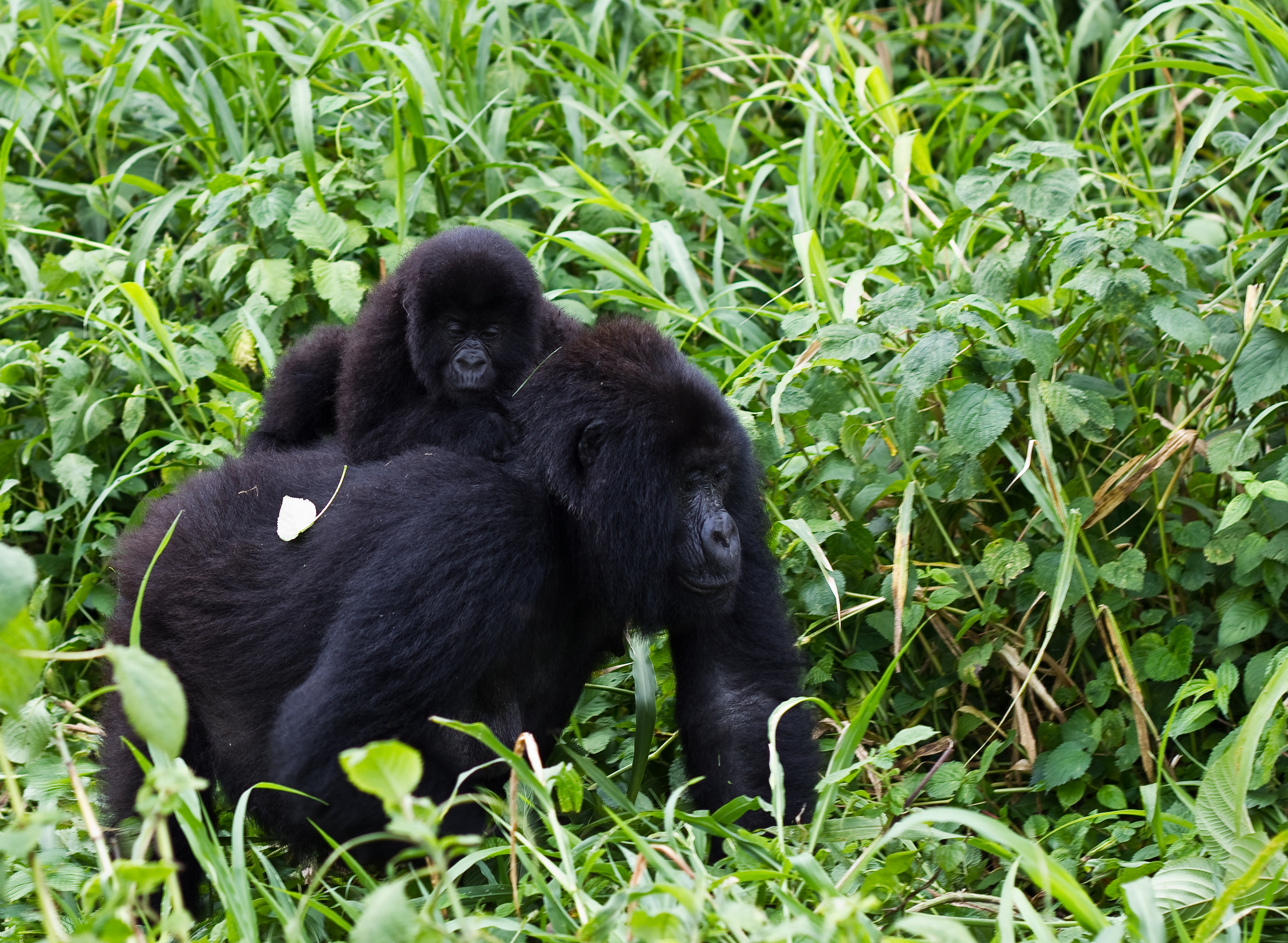
維龍加國家公園山地大猩猩
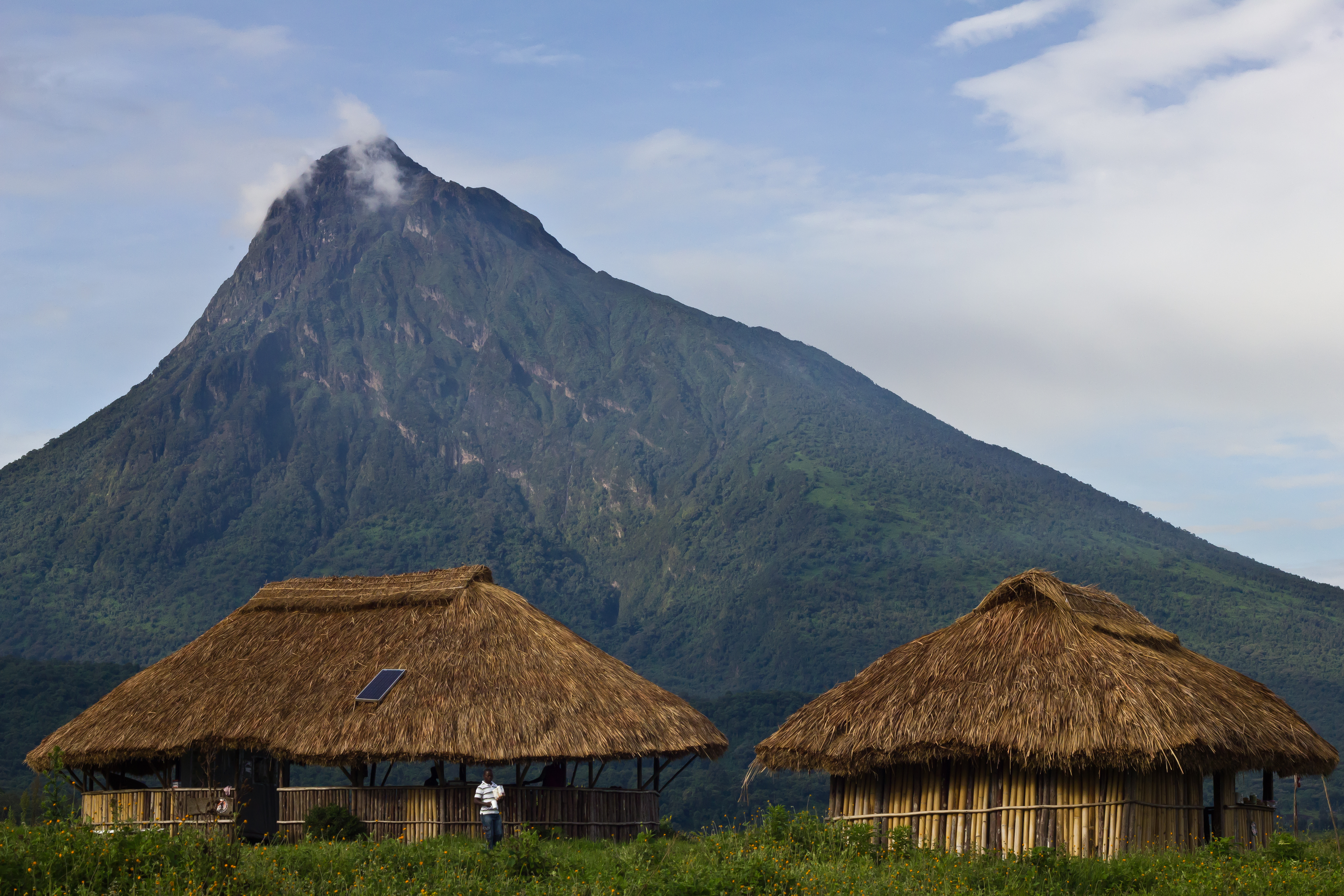
布基馬營位於山野山脈山谷，是剛果山地大猩猩的家園
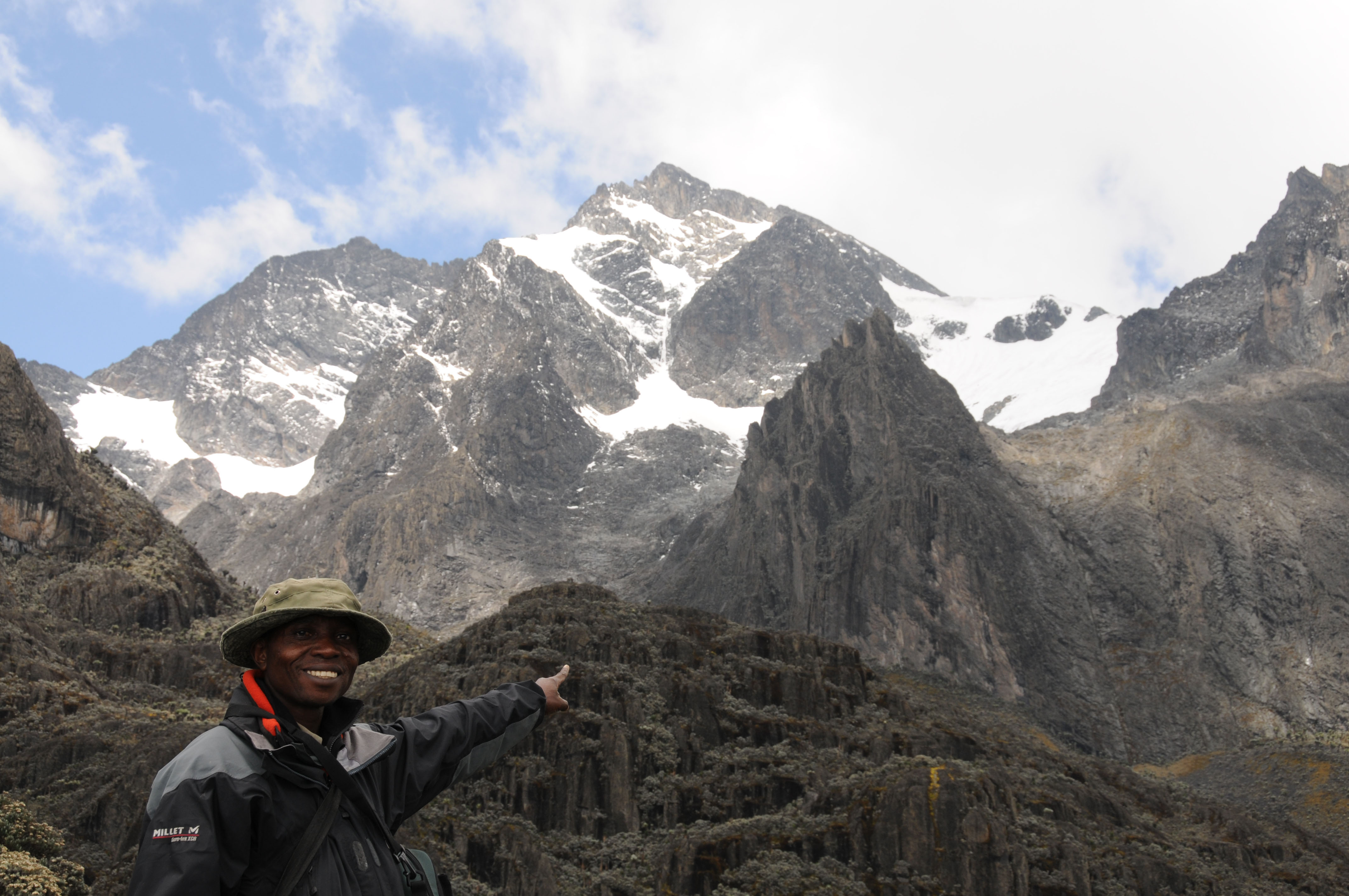
鲁文佐里山脉
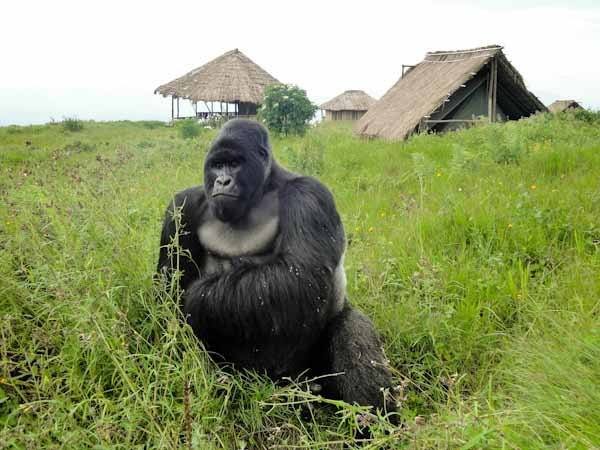
在Bukima巡邏Rugendo家族的銀背猩猩
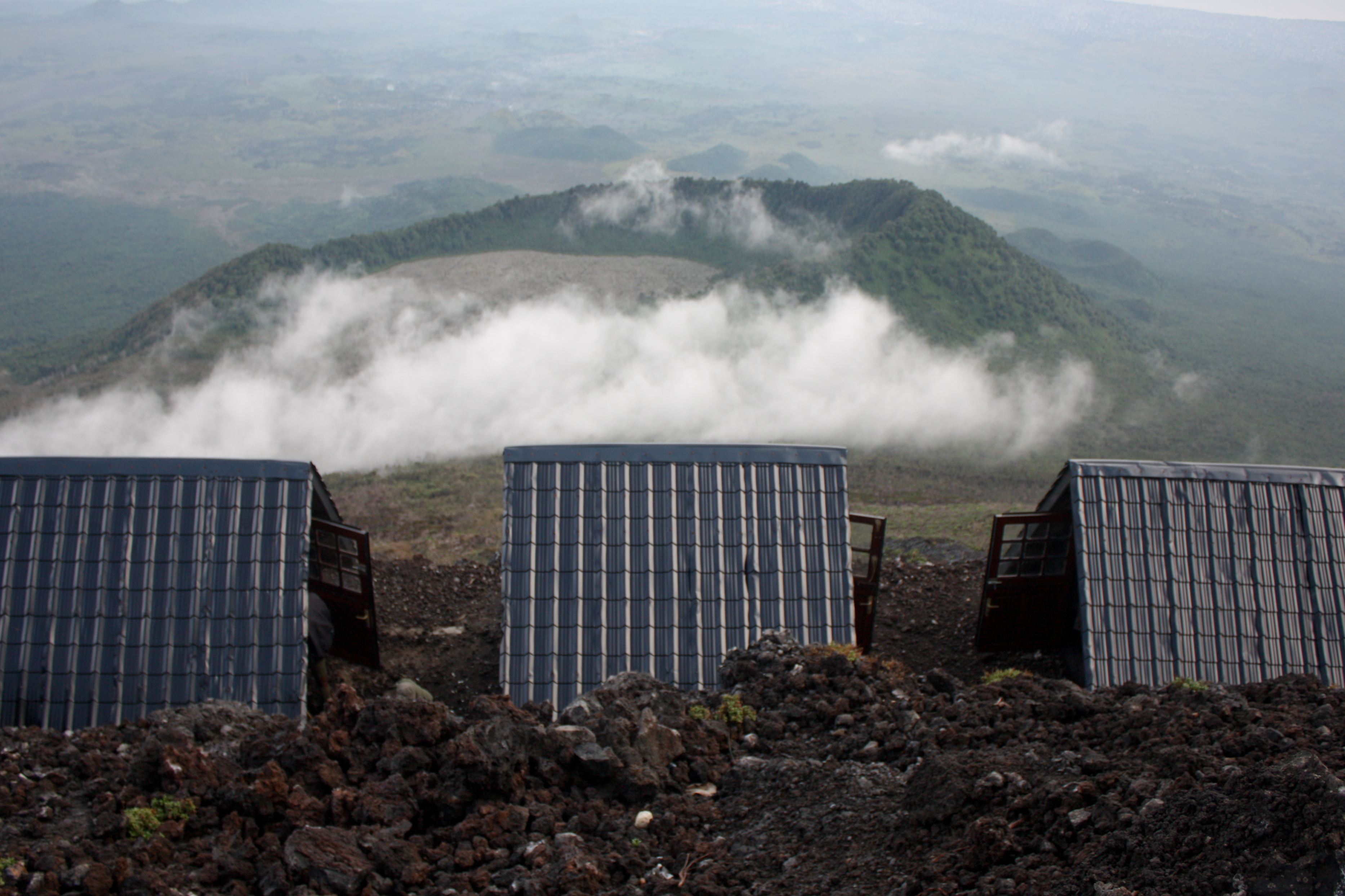
小頂架屋位於火山口的邊緣，可以看到熔岩湖，其景觀對遊客有驚人的效果
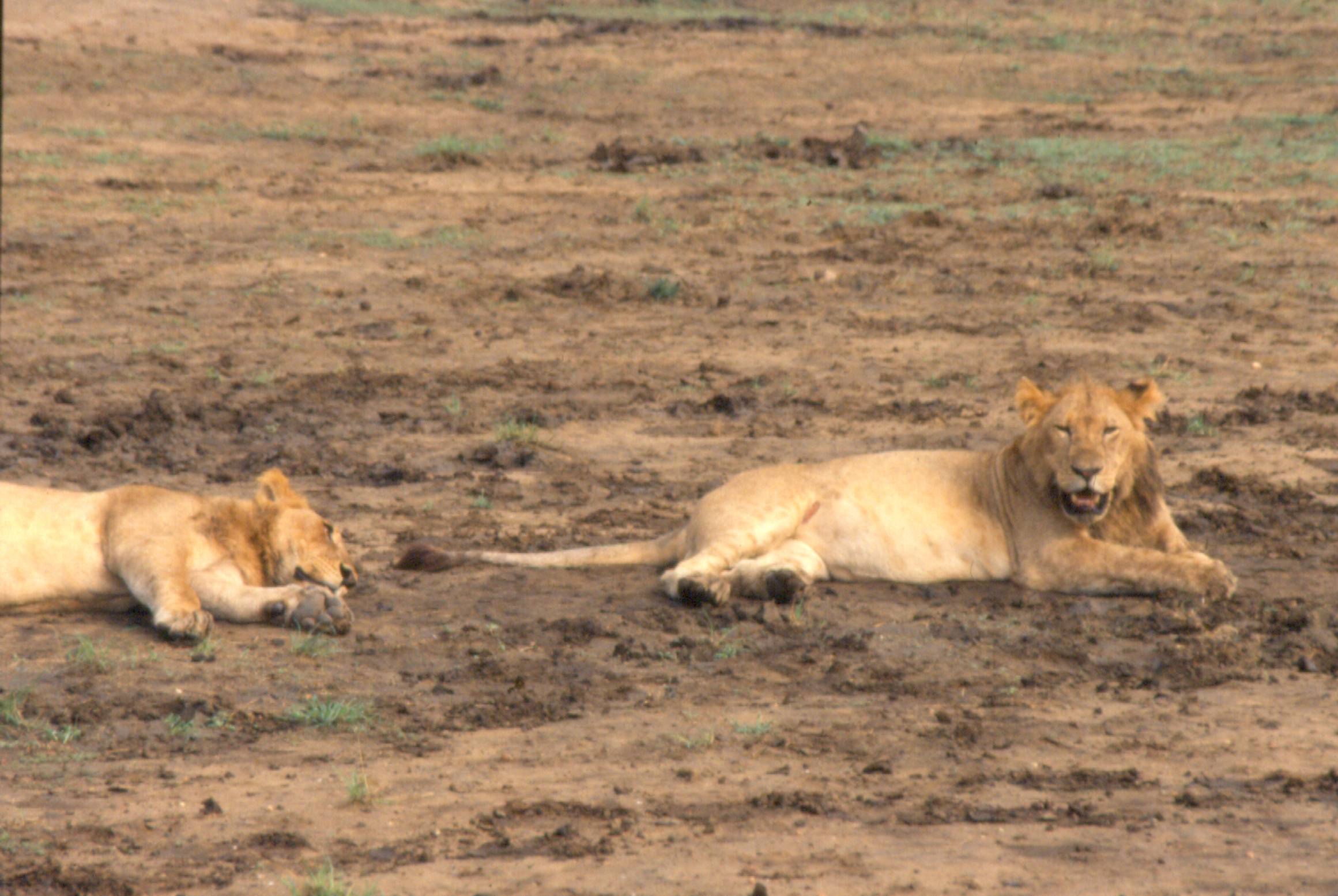
兩個剛果獅（英语：Congo lion）休息在盧賓迪附近的國家公園內的一個開放區域
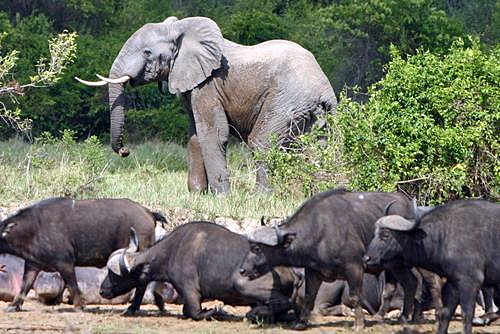
非洲象和非洲水牛

## 外部連結
- Official Website of Virunga National Park
- UNESCO Virunga National Park Site （页面存档备份，存于）
- National Geographic Channel
- UNEP-WCMC Natural Site Data Sheet （页面存档备份，存于）
- UNEP-WCMC info on Virunga National Park
- European Union in Virunga National Park[永久]